# محمد المهدي الفاسي
محمد المهدي الفاسي، المعروف أيضًا باسم أبو عيسى أبو عبد الله محمد المهدي بن أحمد بن علي بن يوسف الفهري الفاسي، هو صوفي معروف وكاتب سيرة ومؤرخ من فاس بالمغرب. وهو أحد أفراد عائلة الفاسي البارزة. ولد في القصر الكبير في 17 مايو 1624 وتوفي في 20 فبراير 1698. ودفن في ضريح جده أبو المحاسن يوسف الفاسي.
ألف الفاسي الأعمال التالية عن التصوف:
- ثلاثة تعليقات وشروح لدلائل الخيرات
- ممتع الأسماع في ذكر الجزولي والتباع وما لهما من الأتباع (عن محمد الجزولي وعبد العزيز التباع)[3][4]
- الإلماع : ببعض من لم يذكر في ممتع الأسماع[5]

كان محمد المهدي مهتمًا بشكل خاص بتاريخ التصوف في المغرب منذ أيام محمد الجزولي وتلميذه التابع حتى نهاية القرن السابع عشر. بالتوازي مع ذلك التاريخ، يتتبع تطور الطريقة الشاذلية وفرعها الذي أسسه أحمد زروق.
كتب المهدي السير الذاتية التالية لجده الأكبر أبو المحاسن يوسف الفاسي :
- الجواهر الصافية من المحاسن اليوسفية[6]
- روضة المحاسن الزاهية بمآثر الشيح أبي المحسن البهية[7]

كتب عن تقاليد أهل فاس:
- العَرْف الآسي في العُرفِ الفاسي